# Poppi

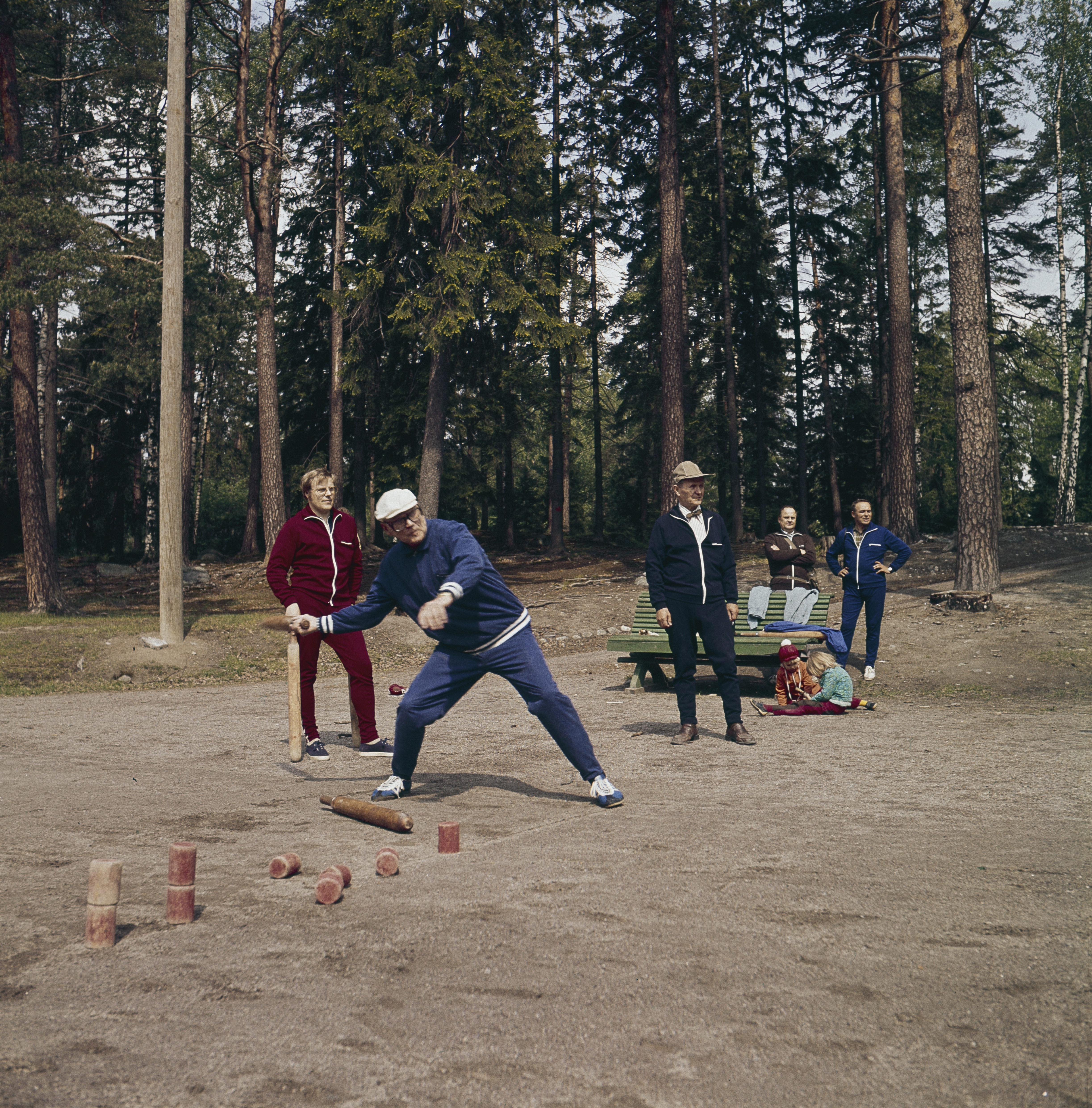
President Urho Kekkonen spelar kyykkä på Fölisön.

Poppi är ett flera hundra år gammalt kägelspel med sitt ursprung i Estland, Finland samt Ingermanland och Karelen. Poppi spelades mellan grannbyar för att stärka bygemenskapen. På svenska, liksom på ryska och ingriska heter spelet poppi. Men spelet går även under andra namn, som till exempel kyykkä (finska), kurnilöömine (syd-estniska), mäng (nord-estniska), kriuhka, köllöi, keili och papin tappaminen.
Spelet har kommit till Sverige med finska och ingermanländska invandrare. Poppi har fått ett uppsving igen genom den karelska kulturföreningen och Boris Karppela. Spelet har även utvecklats en del med ett poängsystem som är anpassat till de gamla traditionella spelreglerna. I Finland har man även bildat Finska Kyykkäförbundet.
I Sverige finns Svenska Poppiförbundet, som har till uppgift att övervaka och utveckla spelreglerna. Förbundet ordnar också mästerskap och domarutbildning. 